# 刘佛年
刘佛年（1914年4月—2001年5月12日），男，湖南醴陵人，中國教育家，哲学家。曾任华东师范大学校长、名誉校长。

## 生平
1914年4月生于湖南省醴陵县。1935年武汉大学哲学教育系本科毕业后复考入广东学海书院。1937年9月，刘佛年赴英国剑桥大学深造，第二年转入法国巴黎大学。1939年10月回国，先后在国立西北大学、上海暨南大学、复旦大学等校任教。1951年，担任华东师范大学筹备委员会委员，成为华东师大建校的奠基人之一。
1978年8月任华东师范大学校长，并于当年访问巴黎高师，签署了两校交流协议，迈出了华东师范大学国际化办学的第一步。在其任内，华东师范大学组建了当时中国大陆大学中第一所教育科学学院。1981年曾赴美国参加哈佛大学管理学院大学校长培训班。1984年被国务院总理赵紫阳任命为华东师范大学名誉校长。
1979年12月6日，华东师范大学（时称上海师范大学）校长刘佛年与复旦大学校长苏步青、同济大学校长李国豪、上海交通大学党委书记邓旭初联名在《人民日报》上发表题为《给高等学校一点自主权》的文章，呼吁政府给高等学校一点自主权，中国高等教育体制改革由此逐步在全国展开。